# Dia (figlia di Deioneo)
Dia (in greco antico: Δία?, Día) è un personaggio della mitologia greca figlia di Deioneo e nipote di Macareo (o Magnete).

## Mitologia
Fu la sposa terrena dell'eroe lapita Issione. 
Dopo il matrimonio con Issione generò Piritoo, ma secondo alcuni quest'ultimo era in realtà figlio di Zeus, che si era trasformato in un cavallo per avvicinarla e di cui lei era stata amante.